# Der Staat gegen Fritz Bauer
Der Staat gegen Fritz Bauer is een Duitse film uit 2015, geregisseerd door Lars Kraume en gebaseerd op ware gebeurtenissen. De film ging op 7 augustus in première op het internationaal filmfestival van Locarno waar hij bekroond werd met de publieksprijs.

## Verhaal
De film vertelt het waargebeurde verhaal van de Duits-Joodse hoofdofficier van justitie (Generalstaatsanwalt) Frits Bauer die nazi-criminelen opzocht en mede verantwoordelijk was voor de vangst van Adolf Eichmann in Argentinië. Hij toont het Duitsland in de jaren 1950 en 1960 waar homoseksuele prostitutie vervolgd werd en waar de naziwetten tegen homoseksuelen nog steeds van kracht waren.

## Rolverdeling
| Acteur             | Personage       |
| ------------------ | --------------- |
| Burghart Klaussner | Fritz Bauer     |
| Ronald Zehrfeld    | Karl Angermann  |
| Jörg Schüttauf     | Paul Gebhardt   |
| Sebastian Blomberg | Ulrich Kreidler |
| Michael Schenk     | Adolf Eichmann  |
| Stefan Gebelhoff   | Willem Sassen   |
| Laura Tonke        | Fräulein Schütt |

## Prijzen en nominaties
De belangrijkste:
| Jaar | Prijs                                   | Categorie               | Genomineerde(n)           | Uitslag  |
| ---- | --------------------------------------- | ----------------------- | ------------------------- | -------- |
| 2016 | Deutscher Filmpreis                     | Beste speelfilm         | Thomas Kufus              | Gewonnen |
| 2016 | Deutscher Filmpreis                     | Beste scenario          | Lars Kraume, Olivier Guez | Gewonnen |
| 2016 | Deutscher Filmpreis                     | Beste regie             | Lars Kraume               | Gewonnen |
| 2016 | Deutscher Filmpreis                     | Beste mannelijke bijrol | Ronald Zehrfeld           | Gewonnen |
| 2016 | Deutscher Filmpreis                     | Beste enscenering       | Cora Pratz                | Gewonnen |
| 2016 | Deutscher Filmpreis                     | Beste kostuumontwerp    | Esther Walz               | Gewonnen |
| 2015 | Preis der deutschen Filmkritik          | Beste speelfilm         | Thomas Kufus              | Gewonnen |
| 2015 | Preis der deutschen Filmkritik          | Beste acteur            | Burghart Klaußner         | Gewonnen |
| 2015 | Internationaal filmfestival van Locarno | Publieksprijs           | Lars Kraume               | Gewonnen |